# ミサイル

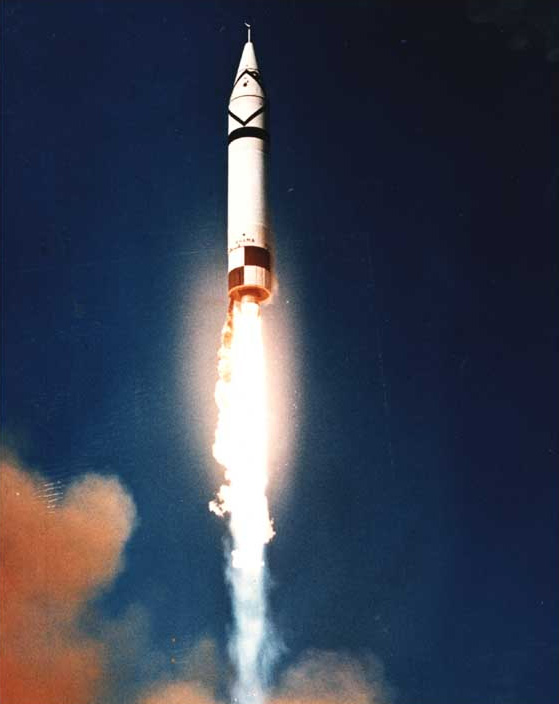
発射後上昇する中距離弾道ミサイル、ジュピター

ミサイル（英: missile、発音はmísəlまたはmísail）とは、目標に向かって誘導を受けるか自律誘導によって自ら進路を変えながら、自らの推進装置によって飛翔していく軍事兵器のことである。誘導弾（ゆうどうだん、英: guided missile）、誘導ミサイルと呼ばれることもある。
単語自体の原義については「呼称」の節も参照。
航空セキュリティー会社によれば、2024年は毎月平均160発以上のミサイルが世界各地で発射されている（前年2023年の同10発から大幅に増加）。

## 分類

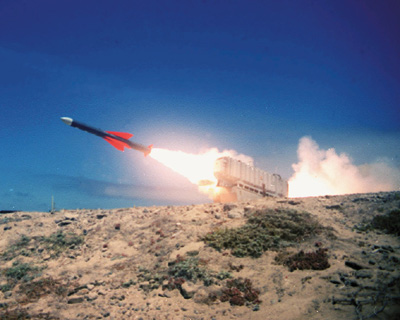
エグゾセミサイル発射の瞬間

以下にミサイルの分類を示す。必ずしもすべてのミサイルが下記の内の1種類に分類される訳ではなく、空対地ミサイル (ASM) が同時に対戦車ミサイル (ATM) や巡航ミサイルであるなど、同時に複数に分類できるものがある。

### 対地ミサイル
対地ミサイルは地上の目標を攻撃するミサイルである。1人で扱う小型のものから巨大なICBMまでさまざまな種類がある。
弾道ミサイル
大気圏上層や大気圏外を弾道飛行して目標へ到達するミサイル。射程で分類されるが明確な基準はない。ICBMだけはSALT-IIで射程5,500km以上の弾道ミサイルと規定されている。核弾頭を積んだ戦略ミサイルと通常弾頭を積んだ戦術ミサイルがある。
大陸間弾道ミサイル （ICBM：英: intercontinental ballistic missile）
中距離弾道ミサイル （IRBM：英: intermediate-range ballistic missile）
射程2,000-6,000km程度のもの。
準中距離弾道ミサイル （MRBM：英: medium-range ballistic missile）
射程800-1,600km程度のもの。
短距離弾道ミサイル （SRBM：英: short-range ballistic missile）
射程約800km以下のもの。スカッドミサイルもこれに入る。
潜水艦発射弾道ミサイル （SLBM：英: submarine-launched ballistic missile）
射程の長短にかかわらず潜水艦から発射される弾道ミサイルはすべてSLBMに分類される。
空中発射弾道ミサイル （ALBM：英: air-launched ballistic missile）
射程の長短にかかわらず航空機から発射される弾道ミサイルはすべてALBMに分類される。現在までに攻撃兵器として実戦配備されたALBMは無いが、弾道弾迎撃ミサイルの標的としてはいくつか実用化されている。
対艦弾道ミサイル（ASBM：英: anti-ship ballistic missile）
海上の艦船を対象としたもの

地対地ミサイル （SSM：英: surface-to-surface missile）
地上から発射される対地ミサイル。
空対地ミサイル （ASM：英: air-to-surface missile）
航空機から発射される対地ミサイル。
艦対地ミサイル （SSM：英: ship-to-surface missile）
艦船から発射される対地ミサイル。地対地ミサイル(surface-to-surface missile)の略語もSSMで混同を防ぐため、艦対地ミサイル(ship-to-surface missile)を特に区別してShSMと呼ぶこともある。
対レーダーミサイル （ARM：英: anti-radiation missile）
レーダーを攻撃するミサイル。誘導装置が通常の対地ミサイルとは異なるため、専用に開発・運用される。主な目標は地上配備のレーダーであるが、巡洋艦などに搭載されている艦載レーダーも攻撃することができる。航空機である早期警戒機のレーダー波を探知するミサイルは対空ミサイルに分類される。
対戦車ミサイル （ATM：英: anti-tank missile）
対戦車ミサイルは、地上の戦車や装甲/非装甲車両を攻撃することを主目的とするミサイルである。歩兵、車両、ヘリコプターから運用される。運用上の制限から小型である事が多く、誘導能力が無い対戦車ロケットも平行して配備されている。

### 巡航ミサイル
巡航ミサイル （CM：英: cruise missile）は発射プラットフォームにかかわらず大気圏内を目標まで水平に動力飛行するミサイルのうち、特に射程が長いミサイルである。長距離を飛翔するために固定翼航空機と同等に、主翼とジェットエンジンを備えることが多く、長い航続距離を得る代わりに音速以下での揚力による飛行を行うものが多い。破壊対象は地上目標もしくは艦船であり、長距離の対地ミサイルや対艦ミサイルの別称といえる。航空機同様に撃墜を避けるために低空飛行を行うことが求められ、地表高度に沿いながら防空レーダー網を左右に避けながら複雑な飛行ルートを行うなどの、高度な誘導装置を備えることで知られている。核弾頭を積んだ戦略ミサイルと通常弾頭を積んだ戦術ミサイルがある。ステルス性能の向上と並んで超音速巡航能力が求められており、2008年現在はいくつかの超音速巡航ミサイルの配備が始まっているとされている。

### 対艦ミサイル
対艦ミサイルは水上艦船を攻撃するミサイルである。艦船の移動速度は車両と同等のため、対艦ミサイルを対地ミサイルの一部として扱う事がある。この場合の略号は ship ではなく surface を用いる。洋上は彼我共に探知範囲が大きくなるため対艦ミサイルは一般的な対地ミサイルより射程が長く、中には弾道ミサイルに匹敵する射程を持つミサイルもあり、これらは対艦用の巡航ミサイルとも呼べる。
地対艦ミサイル（SSM：英: surface-to-ship missile）
陸上から発射される対艦ミサイル。沿岸防備用兵器として配備される事が多い。車両に搭載した移動発射式のものが主体である。
艦対艦ミサイル（SSM：英: ship-to-ship missile）
水上艦から発射される対艦ミサイル。明示的に艦対艦ミサイルとする場合は潜水艦から発射される対艦ミサイルは含まれない事が多い。
空対艦ミサイル（ASM：英: air-to-ship missile）
航空機から発射される対艦ミサイル。航空機は機動力に優れるため、このグループのミサイルの射程は他のプラットフォームから発射される対艦ミサイルより短いものが多い。

### 対潜ミサイル
対潜ミサイルは水中の潜水艦を攻撃するミサイルで、その多くが弾頭相当として短魚雷を備えて着水時に分離する。ミサイルであると共に対潜兵器でもある。

### 対空ミサイル

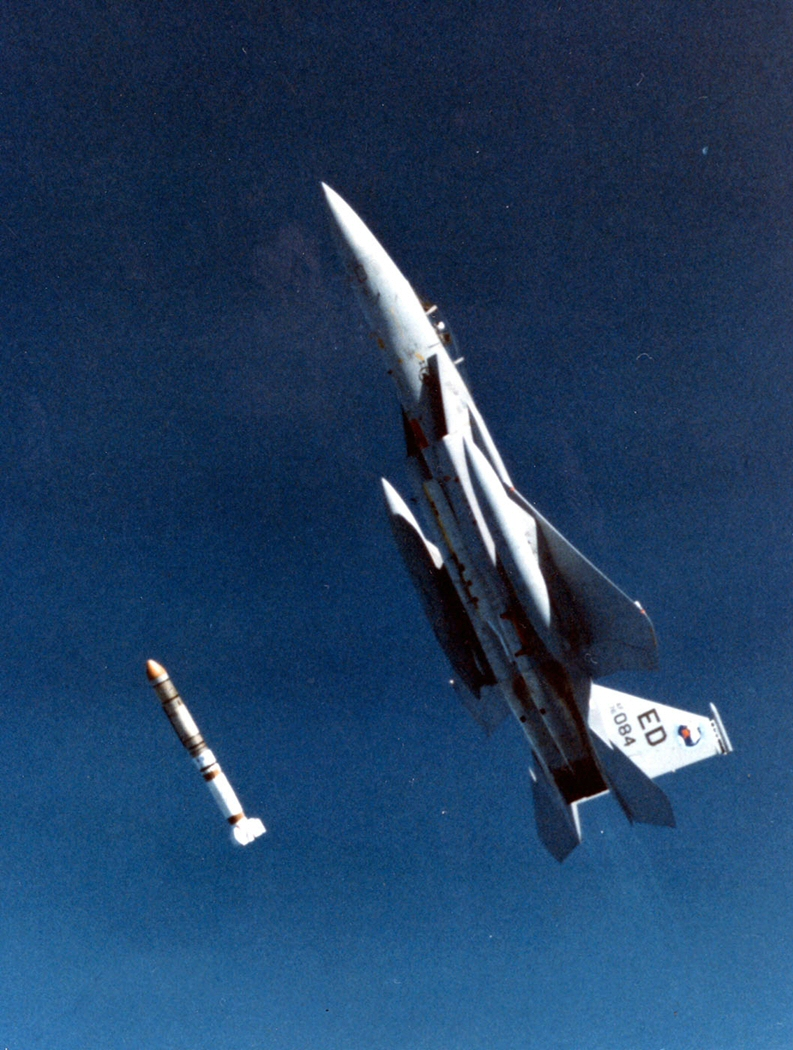
母機から切り離されたASATミサイル

対空ミサイルは空中の目標を攻撃するミサイルである。
地対空ミサイル（SAM：英: surface-to-air missile）
地上から発射される対空ミサイル。拠点防空用の長射程ミサイルと野戦防空用の中短射程ミサイルに分けられる。
艦対空ミサイル（SAM：英: ship-to-air missile）
艦船から発射される対空ミサイル。個艦防空用の短射程ミサイルと艦隊防空用の長射程ミサイルに分けられる。
空対空ミサイル（AAM：英: air-to-air missile）
航空機から発射される対空ミサイル。航空機同士の戦闘で使用される兵器である。視程外距離戦闘で用いられる長射程ミサイルと近距離で使用される短射程ミサイルがある。短射程ミサイルはヘリコプターや低脅威度の航空目標への攻撃や格闘戦に用いられる。
弾道弾迎撃ミサイル（ABM：英: anti-ballistic missile）
空中の弾道ミサイルを迎撃するミサイル。宇宙空間の飛行中や大気圏の落下中の高速度の目標ミサイルを迎撃するためには、高度な技術が求められる。
対衛星ミサイル（ASAT：英: anti-satellite missile）
衛星軌道上の人工衛星を攻撃するミサイル。技術的にも政治的にもかなり特殊なミサイルである。

## 特徴
日本語で言うところのミサイルは一般には推進装置と誘導装置を持つ兵器を指し、推進装置だけで誘導装置を持たないロケット弾や、推進装置を持たず誘導装置だけを持つ誘導爆弾や誘導砲弾とは区別される。一方でこの分類はかならずしも普遍的なものではなく、AGM-62のような推進装置を持たない誘導弾が「ミサイル」に分類されることもあるし、ロシアにおいては誘導装置を持たないロケット弾も「ミサイル」に分類される。一般の爆弾や砲弾は推進装置も誘導装置も有しない。推進装置は一般に固形ロケットを使用するが、大陸間弾道弾には液体ロケットを使用するもの、巡航ミサイルには燃費の良いジェットエンジンを使用するものがある。
軍用航空機は空を飛ぶことで目標を攻撃するが、自ら目標に向かって失われることは想定されておらず、砲弾と大砲の関係のように、別の投射体を放つためのプラットフォームとなっている兵器である。近代兵器としてのミサイルの黎明期には、「戦闘機」や「爆撃機」として分類されたものも存在する
（F-99 ボマーク、B-62 スナーク 等）。
無人で放たれた後は短時間の1度限りの使用であるため、高熱や振動・圧力に起因する強度低下や再使用の整備は考慮せずに済み、比較的新しい技術を導入しやすい。
排気煙の視認を避けるため、白煙の元となるアルミニウム粉を用いない固体推進剤、さらに排気炎を出さないものが研究されている。外殻を金属からプラスチックへ変更し、ステルス性を高める研究が行われている。
発射地点から攻撃可能な目標地点までの最大距離が射程である。地対空ミサイルや艦対空ミサイルでは重力に逆らって上昇するのに推進力が消費されるため、水平距離だけでなく高さも含めて表現されることが多い。小型ミサイルでは多くの場合、弾頭部の種類別にミサイルの型名が付けられているため、射程も一意に決まるが、大型ミサイルでは弾頭を変更可能な場合、重い弾頭を運搬する場合と軽い弾頭を運搬する場合では射程が異なることがある。すべてのミサイルは発射時には爆発しないように作られており、その多くが安全装置や誘導装置の動作手順の都合によって、最短有効距離や最小有効射程などと呼ばれる攻撃に使用しても動作が保証されない距離が設定されている。
多くのミサイルは、飛翔体の他にも外部での誘導や発射にさまざまな装置を必要とする。以下に主要なミサイル・システムの構成要素を示す。簡易な肩撃ち式の対戦車ミサイルでは、射撃統制に複雑な装置は必要とせず、追尾レーダーも飛翔体に内蔵したものだけで済ますミサイルもある。
- 射撃統制装置（=発射プラットフォーム側の誘導装置）
  - 捜索レーダー、追尾レーダー、IFF装置
  - 射撃計算機、発射機、通信装置
- 運搬装置
- ミサイル（飛翔体）[2]

### 呼称
「ミサイル」とは、原義では投射体、飛び道具、投石を指すが、現代で「ミサイル」と呼ぶ場合は主に推進システムと誘導システムを持つ兵器を指し、近代以前の投射武器（投石、矢、焙烙玉など）を指すことは少ない。
語源はラテン語の動詞 mittere（投げる）から派生した形容詞 missile（投げられるもの）であり、ローマ時代では“ミッシレ”と呼ばれていた。
語としては、語源のラテン語を綴りをそのまま自言語の読みにしたもの（missile：英語-ミッスル、フランス語-ミシール、イタリア語-ミシーレ、等）の他に、ラテン語の発音を自言語の綴りに直したもの（スペイン語: Misil、デンマーク語: Missil、等）、近代兵器としての概念を訳したもの（ドイツ語: Lenkflugkörper、Lenkrakete-直訳すると「操縦（される）飛行体」及び「操縦（される）ロケット（弾）」、中国語：导弹（繁体字：導弾、dǎodàn）等。後述の日本語の「誘導弾」「誘導飛翔体」もこれに含まれる）、がある。
また、ロシア語やポーランド語では総じて「Ракета（ラケータ、ロケットのロシア語表記/読み）」、「Pocisk odrzutowy（直訳すると「噴射弾」）」と呼称され、無誘導の「ロケット弾」および航空宇宙用語としての「ロケット」と区別されないことがあるが、後者二つも含めて世界的に通称としてラテン語綴りの「missile」及び英語風発音の「ミサイル」で通じることがほとんどである。
正式な軍事用語として「ミサイル」が登場するのは、1947年にアメリカ空軍が発足した際に航空兵器全般の正式な命名規則を制定し、それまでは定まった名称がなかった誘導ロケット系や飛行爆弾系の兵器をあらたな定義である「ミサイル」に一括分類したときである。なお、具体的な由来や命名者は不明である。
日本での訳語としては「誘導弾（ゆうどうだん）」という呼称が用いられており、これは公式な名称として自衛隊を始めとして用いられているが、「誘導飛翔体（ゆうどう-ひしょうたい）」という語が用いられることもある。現代では「誘導弾」「誘導飛翔体」の呼称は防衛省の公的呼称以外にはあまり使われておらず、英語風のカタカナ表記である「ミサイル」が特に解説を要しない名詞として用いられていることが多い。
「ロケット弾」の和訳語が「噴進弾（）」であることから、「誘導（式）噴進弾（）」という用語もある。
尚、各種のミサイルのうち、弾道ミサイルのみは「弾道弾（だんどう-だん）」の呼称が和訳語として用いられており、“弾道誘導弾”とは呼称されない。

### 構造

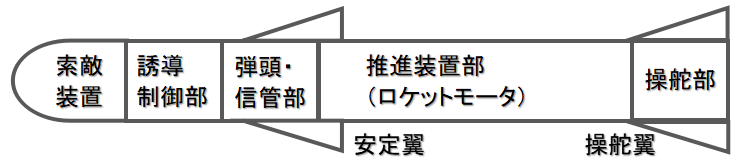
ミサイルの構造

ミサイルの飛翔体は、ほぼ同じような構造から成り立っており、構成する装置類を頭部から後部に向かって順に示す。モジュール化構造を備えた飛翔体では、筐体となる外殻と特にそのモジュール同士の接続部に高い強度が求められる。
推進ブースターが発射時の加速補助のために外部装着される事もある。ジェットエンジンが採用されていれば弾体の一部に開口部が設けられ、空気取り入れ口が装備される。そういったミサイルでは操向翼とは別に主翼とも呼べる大きな翼を備えるものが多い。巡航ミサイルは誘導装置の一部として電波高度計を備えるのが一般的で、衛星位置情報システムや地形地図情報システムも備えるものが多く、そういった装置のアンテナが露出される。小型ミサイルでは誘導用のワイヤーを尾部より繰り出すものがある。
索敵装置
目標を捜索（英: search）、発見・識別するシステム。索敵装置にはレーダー、ソナーなどの捜索システムと発見した目標の識別を行う敵味方識別装置（IFF:英: identification friend or foe）が含まれる。赤外線誘導ミサイルや長射程のミサイル、対地ミサイルの場合、ミサイル本体に搭載されていることも多く、英語ではこれをシーカー(英: seeker)と呼ぶ。
誘導装置
誘導装置はミサイルの先端付近に取り付けられ、目標を追跡(英: tracking)し目標の現在位置とミサイル自身の進行方向とのずれを随時計算して操縦装置へ進路補正を指示する。英語ではガイダンス・システム(英: guidance system)、ホーミング・システム(英: homing system)と呼ぶ。ミサイルには複数種類の誘導装置が搭載される事があり、それぞれ使用される時点に応じて中間誘導装置(英: intermediate guidance system)、終末誘導装置(英: terminal guidance system)と呼ばれる。一種類しか搭載されていない場合は単に誘導装置と呼ばれる。
安定翼
操向用の操舵翼とは別に安定翼（=固定翼）によって飛翔の安定性を高めるのが通常である。主翼とも呼ばれる。固定式と展張式のものがある。
展張式安定翼では、ミサイル内に格納されているものと、ミサイルの周囲を囲むように折り畳まれているものがある。多くがスプリングによって発射直後に展張する。
操舵翼も展張式のものがある。

### 弾頭
弾頭は誘導装置の直後に置かれる事が多く、ミサイルが目標を破壊するために必要な装置である。英語ではウォーヘッド(英: warhead)と呼ぶ。
通常弾頭
核兵器や生物兵器、化学兵器以外の弾頭であり、弾頭部の重量は携帯ミサイルの数キログラムから対艦ミサイルの数百キログラムまでの幅がある。ミサイルは飛翔するために軽量であることが要求され、多くの爆弾と比べれば弾殻は薄く、肉厚高抗張力合金鋼やチタン合金で作られているものが多い。
- 榴弾弾頭：高性能火薬を主体とした弾頭である。通常型榴弾弾頭は均質な弾殻に高性能火薬が詰められ、起爆のタイミングの違いによって内爆型と外爆型とがある。調整破片型(英: pre-formed fragment)榴弾弾頭は弾殻に規則的な割れ目があるか、多数の鋼鉄球や鋼鉄片、タングステン・ペレットが配置されており、加害効果を高めている。
- 集束型弾頭：多数のフレシェット(英: flechette)と呼ばれる三角帽子状の矢となる鋼鉄棒が収められており、爆発によって無駄なく計画された方向へと飛び、軟目標を加害する。ヘリコプターや兵員への攻撃に使用される。
- ロッド型弾頭：弾頭内に多数の金属ロッドが収められており、隣り合うロッド間の連接の有無によって連続ロッド型と不連続ロッド型がある。連続ロッド型では弾頭が爆発するとロッド同士が空中でいくつかの大きな輪を作る。不連続ロッド型ではロッド同士がバラバラで放たれる。共に航空機やミサイルの撃墜を目的に使用される。
- 指向性爆薬弾頭：単純な炸裂弾ではなく、爆薬の爆発エネルギーによって前方や下方といった1方向にだけ高速で金属を打ち出す仕組みを持つ。成形炸薬弾頭ではモンロー/ノイマン効果により、直近にある口径の6-8倍の厚さの均質圧延鋼板を打ち抜く。前後に2つの成形炸薬弾を並べたタンデム型もある。対戦車ミサイルの弾頭で使用される。自己鍛造破片(英: self forming fragment)弾頭では高速 (2,000-3,000m/s) の金属塊を打ち出しミズネ・シャルダン効果（英: Misne-Schardin effect）によって、口径の1,000倍の距離までの1倍の均質圧延鋼板を打ち抜く。上面装甲を狙うトップアタック式（オーバーフライ式）の対戦車ミサイルの弾頭で使用さる。また、榴弾弾頭に近い構成で、爆薬に複数の起爆点を持たせて爆発のエネルギーと破片を特定方向に集中させるタイプの指向性爆薬弾頭もある。
- ディスペンサー：クラスター爆弾のように対人、対戦車、対滑走路用の子弾子（サブミュニション、小型爆弾）を内部に多数抱えて目標上空でこれらを散布するための運搬容器であるディスペンサーを弾頭として持つものがある。これらによって目標周辺を広範囲に制圧することができる。短距離地対地ミサイルや巡航ミサイルに搭載されている。MLRSやATACMSの対戦車子弾子BATには誘導装置が組み込まれており、小型の誘導爆弾となっている。炭素繊維のフィラメント・ボビンを無数に詰めたディスペンサー弾頭は電力設備の配線をショートさせる。

核弾頭
核弾頭は数キロトンの威力を持つ原子爆弾から戦略兵器の熱核爆弾（水爆など）の数メガトンまでの幅があり、多弾頭やデコイ、機動バスなどの多様なバリエーションがある。
生物/化学兵器弾頭
生物兵器や化学兵器を搭載した弾頭。いずれも国際条約によって使用が禁止されている。
無弾頭
直撃によって目標を破壊する THAADミサイルのような運動エネルギー迎撃体(英: kinetic kill vehicle)と呼ばれるミサイルは爆発するような弾頭を備えていない。ただし、パトリオットPAC-3ミサイルのように直撃によって目標を破壊する形式でも破片散布型弾頭を備えているものもある。

### 信管
弾頭を起爆するための装置で、弾頭に組み込まれて使用される。英語ではフューズ(英: fuse)という。基本的には以下の種類があり、多くの高性能信管では設定によって複数の基本的な機能を組み合わせて起爆できるようになっている。
触接信管
目標へ衝突した瞬間に動作する信管。接触信管、衝撃信管とも呼ばれる。対戦車ミサイルなどで使用されるほか、大部分のミサイルでバックアップ用に装備されている。
遅延信管
目標へ衝突した瞬間からタイマーを働かせて、設定したわずかな時間の後に起爆する信管。対艦ミサイルなどで使用される。
近接信管
信管から電磁波を発し、その反射波が一定以上の強さになった時点で動作する信管である。信管から一定の距離以内に目標が侵入した時点で動作する。最初期から現在まで最も一般的な近接信管は電波を利用する物であり、信管から発する電波の反射波が一定以上の強度になると動作する。最近ではレーザー光線を利用する近接信管も開発されている。
時限信管
起動から一定時間後に動作する信管。現在では他の信管のバックアップや失中時の自爆用に装備される。
高度信管
電波高度計によって、ミサイルが地上から一定の高度に達した際に作動する信管。主に弾道ミサイルに搭載された核弾頭に使用される。
深度信管
圧力信管とも呼ばれ、事前に調定された一定の水圧（深度）に達した際に作動する信管。対潜ミサイルの弾頭に装備される。

### 燃料
ミサイルの推進燃料を収めている区画であり、ミサイル後部で大きな位置を占める。
円筒形のロケット形態を採る限りは、電気配線などが燃料区画をまたいで上下をつなぐのにエレガントな解決策がなく、外部側面に張り付いている場合が多い。
固体ロケット燃料
固体燃料ロケットでは外殻内部に高度技術を駆使して固体推進剤が詰められ、外殻がロケットモーターの圧力容器を兼ねている。液体燃料に比べて比推力は総じて劣り、圧力容器として作るために外板が重くなるが、外殻一杯に充填出来、特別な燃焼装置が空間を占めることもないために、液体燃料方式と比べてそれほど劣ることはない。
液体ロケット燃料
液体燃料ロケットでは多くの場合、ロケットの外殻とは別に内部に球形やシリンダー形状の燃料タンクを備えている。液体酸化剤と液体燃料という2種類のタンクを備える。2つの液体は極低温保存が求められたり、致死性で危険な薬品や金属を徐々に腐食したりするものが多く保守管理が難しい。極低温保存の液体燃料は初期のICBMにおいて用いられたが、常時ミサイルのタンクにこれらの液体を入れておくには問題が多い。しかし、後に常温で保存できるものが開発され、これは推力が固体燃料と比べて大きく、常温液体燃料ならば即応性もそれなりにあるため東側諸国では重用された。
ジェット燃料
推進機にジェットエンジンが採用されていれば液体のジェット燃料がタンクに保管される。一般に、ジェット燃料タンクの外皮がミサイル外殻の一部を構成し、前方の誘導部、または弾頭部と隔壁を経由して接合され、後方は小型ジェットエンジン部と隔壁を経由して接合される。燃料区画の一部をジェットエンジン用の空気ダクトが占めるレイアウトのものが多い。酸化剤は不要なため、重量と容積で有利となり、ターボジェットという燃料効率の良さも手伝って長距離飛行を可能とするが、ジェットエンジンの重量容積とコストでは不利となる。
固体ラムジェット燃料
推進機に固体燃料ラムジェットエンジンが採用されている、大気圏内専用ミサイルの一群がある。ブースターとなる固体燃料をラムジェットエンジン内部（燃焼室とノズル）に充填し燃焼させ、燃え尽きた後に生じる空間（ダクト）をラムジェットの燃焼室とジェットノズルとして使用する固体ロケット・ラムジェット統合推進システムまたはインテグラル・ロケット・ラムジェット(Integral Rocket Ramjet、IRR)と呼ばれるものと、ブースターを別に設けて初期加速させ切り離すものがあり、他にこれ等の初期加速機構を省くも起動可能初期速度以上の航空機などから投射運用される場合も理論上あり得る。

### 飛翔制御
ミサイルの飛行方向を制御するには以下の方式がある。
排気ベーン
ノズルの中に排気ベーン、またはジェットベーンと呼ばれる推力偏向板を設置し、これを動かすことで推力方向を任意の方向へ向けて機体を制御する。史上最初の弾道ミサイルであるV2/A4には黒鉛でできた排気ベーンが採用されていた。V2/A4の直接の子孫であるR-17 (SS-1B Scud)でも排気ベーンが採用されている。
翼による空力制御
ミサイルに取りつけた翼を動かすことでミサイルの姿勢を制御する。現状では最もポピュラーな制御方法である。宇宙空間に進出する弾道ミサイルではこの方法は使用できない。またミサイルの側面に翼が取りつけられるため体積効率が良く無い。このため保管の際には分解しておき発射直前に翼をとりつけたり、翼を機体内に格納したり機体まわりに折り畳んでおき、発射後に自動的に伸展する方法が取られる。一般には後退翼や三角翼がもちいられ、動翼と静翼の二組が取りつけられる。静翼はミサイルの方向安定を司り、大きな面積を持つ。動翼はミサイルの操縦を司り、誘導装置からの信号を元に操縦装置によって駆動される。多くは動翼を後翼とするが高機動ミサイルでは動翼を前翼とする設計もある。三角翼では翼幅が大きくなるため、スペースに制約がある艦載ミサイルでは、テリアBT/HTやターター（あるいはそれらの発展型であるスタンダードMR/ER）、ESSMのようにミサイルの全長に渡って取り付けられた細長い翼を静翼とする設計が用いられる。ロシアでは短距離弾道ミサイル OTR-21 Tochka (SS-21) に採用された「すのこ尾翼」が空対空ミサイルの R-77 でも採用された。この形式の尾翼は最小限の体積で表面積を大きく取れるため有効な操縦が可能とされる。
可動ノズルによる推力偏向制御（TVC：英: thrust vector control）
ロケットエンジンのノズルをジンバルやスイベルなどに載せて可動とし、ノズルの方向を変える事で推力の方向を変更しミサイルを操縦する。翼による空力制御と異なり大気圏外でも使用できるほか、翼が不要になればミサイルはコンパクトとなり体積効率が良くなる。航空機では狭い機内や機外により多くのミサイルを搭載できるようになる。ノズルの機構は複雑になる。アメリカのジュピター中距離弾道ミサイル、ポラリス潜水艦発射弾道ミサイル、VL-ASROC対潜ミサイル等で採用されている。
バーニアノズルによる制御
主エンジンとは別に姿勢制御用の小型ノズル（バーニアノズル）を設置し、適宜噴射して姿勢を制御する。史上最初の大陸間弾道弾であるR-7のRD-107/RD-108エンジンでは合計12基のバーニアノズルで姿勢を制御していた。バーニアノズルは独立したロケットエンジンである場合と主エンジンの排気を導く場合がある。

### 操向装置
操舵翼
操舵翼によって飛翔方向を決めるミサイルでは、弾体を効果的に操向するために、操舵翼（=動翼）は前部か後部の比較的端部に備わっている。
スラスト・ベクトル装置
ノズル噴射流の偏向によって飛翔方向を決めるミサイルでは、ベーンや可動ノズルが備わっている。

操舵の動力源
姿勢制御を行う操舵装置を駆動する動力源には以下の物がある。
気体タンク
タンクに蓄えられた高圧ガスの圧力
ホットガス
薬品の反応によって生じるガスの圧力
バッテリー、発電機
電動モーターによる駆動

### エンジン
ミサイルを飛翔させる主エンジンには以下の種類がある。
固体燃料ロケットエンジン
現代のミサイルは固体燃料を用いるロケットエンジンが主流となっている。これは構造が簡単なため安価であり整備が簡便である点が大きい。
液体ロケットエンジン
液体燃料を用いるロケットエンジンは固体燃料ロケットエンジンに比べておおむね比推力に優れているため、初期のミサイルや長射程を要求される弾道ミサイルで採用されていた。ただし燃料ポンプを始めとする機構的な複雑さや燃料自体の危険性により一定の整備が必要になる。
ジェットエンジン
ジェットエンジンは空気中の酸素を酸化剤として用いることで酸化剤タンクを廃し、その分燃料タンクを大きくする事で一般的なロケットエンジンより長射程を得ることができる。終始大気圏内を飛行し、長射程を要求される巡航ミサイル、対艦ミサイル等で採用されている。空気が無い宇宙空間や海中では使用できないほか、ジェットエンジンは液体ロケットエンジンと同様に機構的な複雑さを持つため、エンジンとしては高価になる。ただしジェットエンジンは航空機用エンジンとして大量生産されているため設計や生産ラインを流用する事で調達コストを削減する事ができる。
ラムジェット
ラムジェットエンジンは圧縮機とタービンが無く、超音速で飛翔する際のラム圧をそのまま空気の圧縮に利用するジェットエンジンである。エンジンに可動部が少ないため生産コストを削減する事が可能となる。ジェットエンジンと同様に空気中の酸素を酸化剤として利用できるため酸化剤を搭載しなくてもよく、その分を燃料の搭載に当てることができるためジェットエンジンに並ぶ長射程を実現できる。ラムジェットエンジンは静止時には作動せず、作動させるためには飛翔体を超音速まで加速する必要があり、そのためにブースターを組み合わせて使用する。ブースターは外装とされる事が多いが、全体にかさばるためロシアやフランスのミサイルでは統合型ラムジェットエンジンが採用されている。同エンジンは固体燃料ロケットで上昇・加速し、固体燃料が燃え尽きるとその空隙に空気取り入れ口から取り入れた超音速流を導き、燃料を吹き込んで燃焼させるもので、ブースターを外装とせずラムジェットと統合・一体化させているため極めてコンパクトになるエンジンである。
固体燃料ロケットは「ロケットモーター」であり、液体燃料ロケットは「ロケットエンジン」とする名称の使い分けも存在するが、定着した使われかたであるかは不明である。

### 発射方式
ミサイルの発射には複数の方式がある。
- 航空機発射
  - オンランチャ式
  - オフランチャ式
  - パラシュート式
- 車両発射
  - ブースターロケットモーター式
  - 分離型ブースターロケットモーター式
  - 無反動ガス発生装置式
- 艦船発射
  - ブースターロケットモーター式
  - 分離型ブースターロケットモーター式
- 潜水艦
  - ガス発生装置式
  - 圧縮空気式
- 地下サイロ
  - ブースターロケットモーター式
  - 圧縮空気式
- 人間
  - 分離型ブースターロケットモーター式
  - 無反動ガス発生装置式[2]

### 安全性
主に艦船から発射されるミサイルでは、戦闘による被弾時や平時の火災時の誘爆を回避できないか検討されている。
固体推進剤は通常、爆燃せずに燃焼するのみであるが、火災で長時間加熱を受けると、ミサイル内部の推進剤全体が自己発火寸前の状態（スロークックオフ）となり、やがて何らかのきっかけで爆轟することが知られ（英駆逐艦シェフィールドの沈没原因）ている。
艦船用ミサイルの推進剤に限らず、同様のリスクを低減するための弾薬はLOVA：英: low vulnerability ammunition(低脆弱性弾薬)とも呼ばれ、研究が進められている。
1988年から米国防省は三軍共同で、熱や衝撃によっても予定外には爆発しない弾薬類とその周辺システムの開発を目指した、IM:英: insensitive munition（不感弾薬）プロジェクトを開始した。
例えば、固体推進剤を納めた外殻をらせん状の薄い鋼板3-4層で構成し、火災による過熱や被弾による衝撃でらせんが解けるように製造する。固体推進剤が燃える場合でも閉鎖されたモーターケース内部で爆燃や爆轟せずに、開放環境で燃焼するようなものが開発されている。
スロークックオフへの対策として、コンポジット推進剤の基材では主流となる過塩素酸アンモニウム (AP) の中に自己発火点がAPより100度程度低い硝酸アンモニウム (AN) を少量加えることで、APより先にANに発火させ爆轟以前に燃焼で済ます工夫が行われている。
同様に、推進剤に固体と液体の2種類を使うハイブリッド・ロケットエンジンは、燃焼に必要な燃料と酸化剤がミサイル内でも離れて収められているために、火災や衝撃によってもそれほど急速に両者が反応せず、比較的安全が保たれると期待されている。液体の酸化剤もゲル化できないか検討されている。

## 有効性
ミサイルの有効性を計る数値にSSKPとSSHPがある。
ロックオン確率：終末誘導装置が目標をロックオンする確率
誘導確率：規定のミスディスタンス内に誘導する確率
任務信頼度：発射から弾頭の作動までのミサイルの信頼度
弾頭効果：規定のミスディスタンス内で弾頭が目標を破壊する確率
SSKP
SSKP：英: single shot kill probabilityは主として対空ミサイルの評価に使用される。
SSKP = ロックオン確率 × 誘導確率 × 任務信頼度 × 弾頭効果
SSHP
SSHP：英: single shot hit probabilityは主として対艦ミサイルや対戦車ミサイルの評価に使用される。
誘導確率：目標に直撃出来る誘導の確率
SSHP = ロックオン確率 × 誘導確率 × 任務信頼度

## 軍事以外の「ミサイル」
とりわけ｢物体が何かしらの対象物に高速で突撃することで被害を与えるさま、もしくはその物体や操作｣に対し、比喩的に｢ミサイル｣の語が使われる事例が多々存在する。

### 医療
核磁気共鳴画像法（MRI）を扱う現場で、強い磁場の発生によって磁性体（金属製品）が診察装置や中の患者に向かって飛んで行くことを「ミサイル効果」と呼ぶ。非常に危険なため、徹底した安全管理が求められる。

### 花火
ロケット花火のうち、安定翼を模したものが取り付けられているタイプの製品には「ミサイル花火」「台付きミサイル」等の商品名がつけられているものがある。

### ゲーム
ファンタジー創作物のうち、魔法が登場する作品には、「マジックミサイル（英語: MagicMissile）」と呼ばれる、魔法による攻撃手段（「魔法で作られた矢」か「魔法エネルギーの弾丸のようなもの」を作り発射する）が登場する作品が、アメリカのロールプレイングゲーム『ダンジョンズ＆ドラゴンズ』を始めとしていくつか存在する。
呼称の項目にある通り、『「ミサイル」とは、原義では投射体、飛び道具、投石を指す』言葉である。そも、弓やスリング(投石器)などの投射・遠隔武器は、missile weaponで括られる。語彙的にも「魔力で作った投射体」であり、特異な使用例ではない。
むしろ、無誘導のロケット飛翔体をミサイルと呼称しているビデオゲーム・アニメ作品の方が多い。80年代のシューティングゲームにおいては、直進するだけのものをミサイル。敵を追尾するものをホーミングミサイルと呼称するものが多く見られた。

### 自動車
自動車競技に用いられる自動車で、損傷・廃車覚悟の練習/走行会専用車両のことをミサイルと呼ぶことがある。
また、トヨタ・プリウスがコンビニエンスストア等の店舗や建物に衝突する交通事故を起こしやすいことを揶揄して、プリウス・ミサイルというインターネットスラングが使用されることもある。